# Cò hương
Cò hương, (danh pháp hai phần: Ixobrychus flavicollis) là một loài chim thuộc họ Diệc sinh sản ở châu Á nhiệt đới từ Bangladesh, Pakistan, Ấn Độ và Sri Lanka về phía đông đến Trung Quốc, Indonesia và Úc. Nó chủ yếu định cư nhưng một số ở phương bắc di cư khoảng cách ngắn.

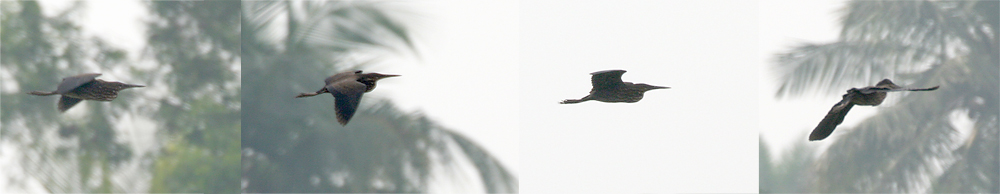
Cò hương đang bay ở Kolkata, Tây Bengal, Ấn Độ.

Nó là loài chim khá lớn với chiều dài 58 cm (23 in). Nó có cổ hơi dài và mỏ vàng dài. Chim trưởng thành phía trên có màu đen đồng nhất với hai bên cổ màu vàng. Phía dưới hơi trắng.
Chúng làm tổ trên búi sậy hoặc bụi cây hay một số cây. Mỗi tổ có 3-5 quả trứng. Cò hương ăn côn trùng, cá và động vật lưỡng cư.

## Hình ảnh

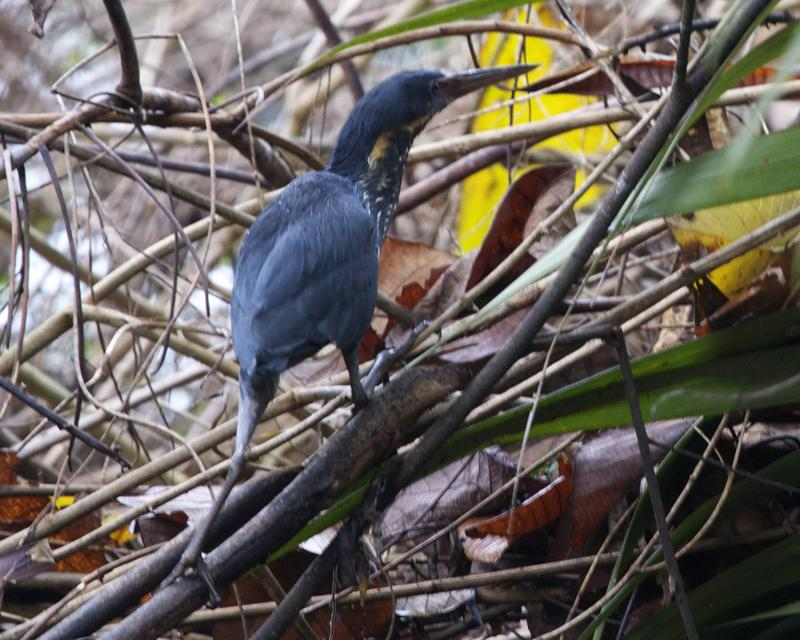
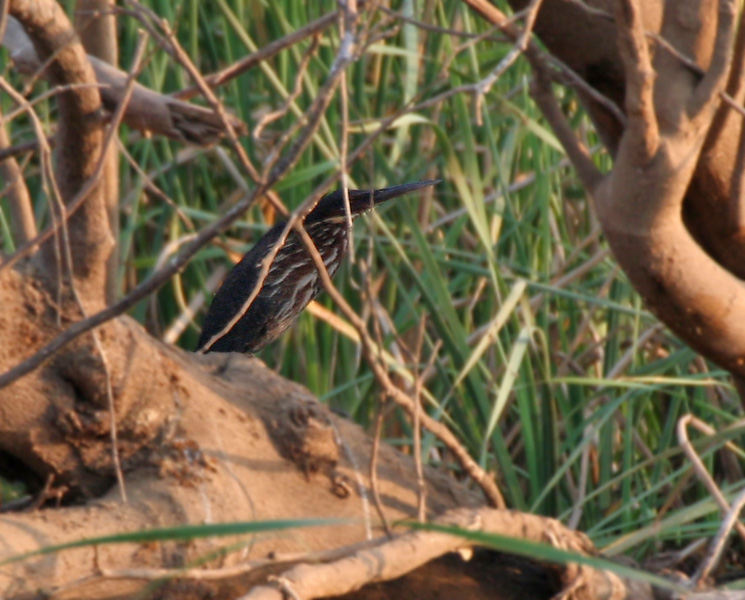
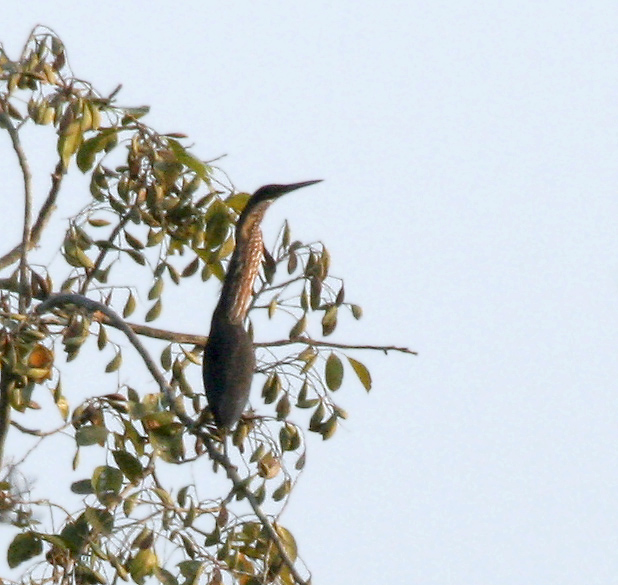
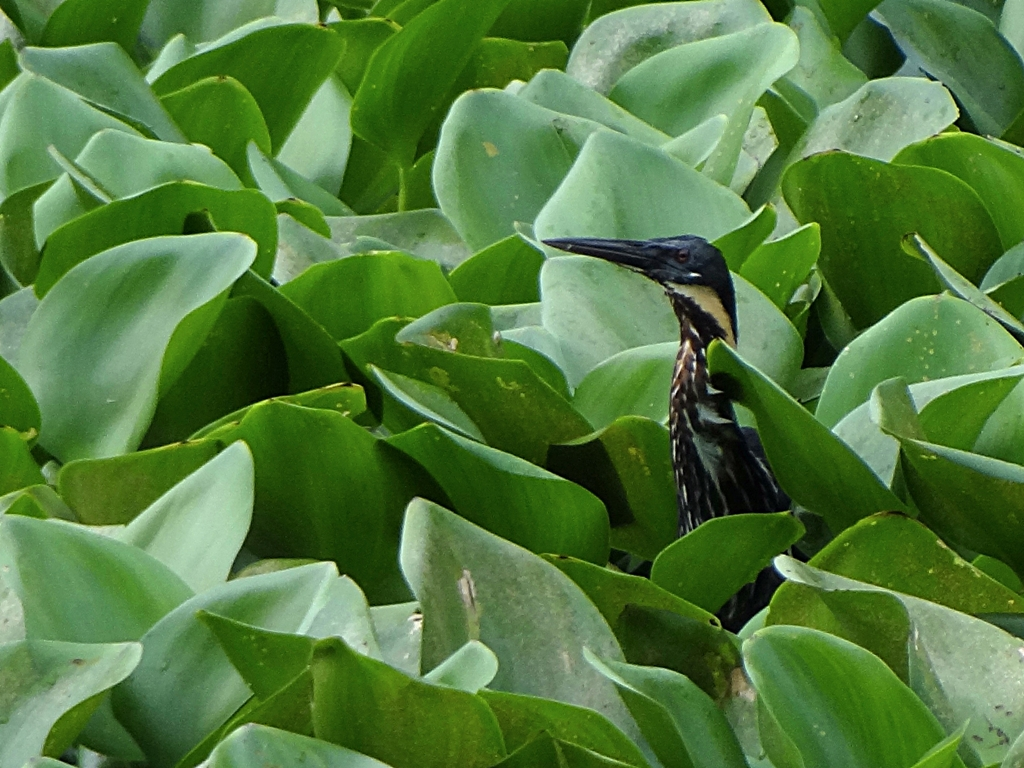